# Hồ Sỹ Giáp
Hồ Sỹ Giáp (sinh ngày 18 tháng 4 năm 1994) là một cầu thủ bóng đá chuyên nghiệp người Việt Nam thi đấu ở vị trí tiền đạo cho Trường Tươi Bình Phước.

## Thân thế
Hồ Sỹ Giáp sinh năm 1994, quê ở huyện Bù Đăng, tỉnh Bình Phước.

## Sự nghiệp cầu thủ
Năm 13 tuổi, Hồ Sỹ Giáp xin vào tập ở đội bóng năng khiếu tỉnh Bình Phước. Sau đó, Hồ Sỹ Giáp được tuyển chọn vào các đội tuyển U15, U17, U19, U21 của Bình Phước thi đấu tại các giải trẻ. Năm 2015, anh được huấn luyện viên Lê Thanh Xuân gọi vào thi đấu cho đội bóng Bình Phước ở V.League 2. Anh giành danh hiệu Vua phá lưới giải hạng Nhất quốc gia mùa bóng 2016.
Năm 2017, anh gia nhập câu lạc bộ Becamex Bình Dương.

## Danh hiệu
Becamex Bình Dương
- Vô địch cúp Quốc gia: 2018
- Á quân siêu cúp Quốc gia: 2018

Cá nhân
- Vua phá lưới V.League 2: 2016[3]